# Darío Mansilla
Darío Mansilla (Punta Alta, Buenos Aires, 28 de abril de 1982) es un exjugador de baloncesto argentino que, con 2.07 metros, se desempeñaba en la posición de pívot. Aunque actuó desde muy joven en las filas del Estudiantes de Olavarría de la Liga Nacional de Básquet y llegó a jugar en las selecciones juveniles de baloncesto de Argentina, la mayor parte de su carrera como jugador profesional la desarrolló en las categorías del ascenso de Argentina e Italia.

## Trayectoria

### Clubes
| Club                          | País      | Año         |
| ----------------------------- | --------- | ----------- |
| Estudiantes de Olavarría      | Argentina | 1997 - 2005 |
| La Unión de Formosa           | Argentina | 2005 - 2007 |
| Basket Gela                   | Italia    | 2007 - 2008 |
| Nuova Cestistica Campobasso   | Italia    | 2008 - 2009 |
| Pallacanestro Salerno         | Italia    | 2009 - 2010 |
| Alvear de Villa Ángela        | Argentina | 2010 - 2011 |
| Ciclista Juninense            | Argentina | 2011 - 2013 |
| Monte Hermoso Basket          | Argentina | 2013 - 2014 |
| Olimpo                        | Argentina | 2014        |
| 25 de Agosto                  | Uruguay   | 2014        |
| Hindú Club                    | Argentina | 2014 - 2015 |
| Platense                      | Argentina | 2015 - 2017 |
| Lanús                         | Argentina | 2017 - 2018 |
| Presidente Derqui             | Argentina | 2018 - 2019 |
| River Plate                   | Argentina | 2019 - 2020 |
| Presidente Derqui             | Argentina | 2021        |
| Villa General Mitre           | Argentina | 2022        |
| Independiente de General Pico | Argentina | 2023        |

## Selección nacional
Mansilla integró el plantel de la selección argentina que ganó el Campeonato Sudamericano de Baloncesto Junior de 2000. 